# 라그나 크림슨
라그나 크림슨(일본어: ラグナクリムゾン, Ragna Crimson)은 고바야시 다이키가 쓰고 그린 일본 만화 시리즈이다. 2017년 3월부터 스퀘어 에닉스의 월간 간간 조커에 연재되었으며, 2023년 11월 기준 단행본 13권으로 챕터가 수집되었다. SILVER LINK.가 제작한 애니메이션 TV 시리즈 각색은 2023년 10월부터 2024년 3월까지 방영되었다.

## 미디어

### 애니메이션
애니메이션 TV 시리즈 각색은 2022년 3월 19일에 발표되었다. 실버 링크가 제작하고 타카하시 켄이 감독을 맡았으며, 대본은 아카오 데코, 캐릭터 디자인은 아오키 신페이, 음악은 후지모토 코지와 사사키 오사무가 작곡했다. 2개의 연속 코스 시리즈는 2023년 10월 1일부터 2024년 3월 31일까지 도쿄 MX 및 기타 네트워크에서 방영되었다.
아니메 엑스포 2022에서 센타이 필름웍스는 아시아 이외 지역에서 시리즈 라이선스를 취득했다고 발표했다. 뮤즈 커뮤니케이션은 남아시아와 동남아시아에 대한 시리즈 라이선스를 취득했다.